# أنطوان جيرار
أنطوان جيرار (بالفرنسية: Antoine Gérard)‏ هو متزحلق نوردي مزدوج فرنسي، ولد في 15 يونيو 1995 في ريميرمون في فرنسا.

## وصلات خارجية
- أنطوان جيرار على موقع الاتحاد الدولي للتزلج (القفز التزلجي) (الإنجليزية)
- أنطوان جيرار على موقع الاتحاد الدولي للتزلج (التزلج النوردي المزدوج) (الإنجليزية)
- أنطوان جيرار على موقع اللجنة الأولمبية الدولية (الإنجليزية)
- أنطوان جيرار على موقع أوليمبيديا (الإنجليزية)
- أنطوان جيرار على موقع اللجنة الأولمبية الفرنسية (مؤرشف) (الفرنسية)